# Гладишев Володимир Володимирович
Гладишев Володимир Володимирович (нар. 31 липня 1960) – доктор педагогічних наук, професор, публіцист, завідувач кафедри філологічної освіти Миколаївського національного університету імені В.О.Сухомлинського, член Національної спілки журналістів України.

## Біографія
Володимир Володимирович народився 31 липня 1960 року в м. Миколаєві, у сім’ї працівників Чорноморського суднобудівного заводу. Там же, в школі  №13, здобуває середню освіту. Згадуючи шкільні роки, Володимир Володимирович стверджує, що добре запам’ятав Крмаджян Людмилу Олексіївну, яка була не лише директором школи, а й викладачкою російської мови та літератури. Саме завдяки їй майбутній професор  здобуває не лише перші знання з улюбленого предмета, але й обирає свій професійний шлях.

## Педагогічна діяльність
У 1977 році  вступає до Миколаївського державного педагогічного інституту імені В.Г.Бєлінського. Наступними вчителями, які сприяли творчому розвиткові та надихнули на дослідження світової літератури,  стали Гранова Євгенія Олександрівна, викладач античної літератури,  та Федосєєв Гліб Федорович, професор з дисципліни «Вступ до літературознавства».  Після закінчення інституту з 1981 року працює учителем російської мови і літератури в школі у с. Матіясове  Березанського району, Миколаївської області. З 1982—1987 працює в школі-інтернаті спортивного профілю. (крім років служби у Радянській Армії (1982-1984)).
Протягом 1987—1990 рр. - учитель російської мови і літератури Криничанської середньої школи Миколаївського району Миколаївської області.
З 1990 р. - старший викладач кафедри російської та зарубіжної літератури Миколаївського державного педагогічного інституту імені В.Г.Бєлінського.
У 1995 році захистив першу в Україні кандидатську дисертацію з методики викладання зарубіжної літератури  на тему «Використання автобіографічних матеріалів у процесі вивчення життя і творчості письменника в курсі зарубіжної літератури (ХІ клас)» .
У 2008 році захистив докторську дисертацію «Теоретико-методичні засади контекстного вивчення художніх творів у шкільному курсі зарубіжної літератури».
З 2010 року – завідувач кафедри слов’янської філології факультету філології та журналістики Миколаївського національного університету імені В.О.Сухомлинського.

## Наукова діяльність
Творчий  доробок  Володимира Володимировича налічує 333 друкованих праць, серед яких монографія, 20 одноосібних посібників для вчителя, статті у провідних українських, німецьких та  російських часописах і збірниках.
Дебютував як науковець та літературознавець в 1988 році, коли вийшла перша наукова публіцистика російською мовою під назвою «Об изучении научно-фантастических призведений на факультативних  занятиях в старших классах средней школы». Це була перша наукова спроба великого масштабу, яка відразу здобула прихильників.
1991 року виходить наступна наукова праця, яка не меншою мірою зацікавить науковців України, – «Изучение  творчества М.А. Булгакова в 11 классе».
В 1992 році Володимир Володимирович вперше зробив спробу співвіднести притчі Леонардо да Вінчі з байками Крилова Івана Андрійовича, яка була висвітлена в одному із найвідоміших видань «Русский язык и литература в средних учебных заведениях Украины». У цьому ж році з’являється наступна робота «Изучение сказки Х.К. Андерсена “Снежная королева” с точки зрения христианских ценностей».
Важливою сторінкою в творчості письменника стає 1993 рік, який дарує найбільше періодичних видань, присвячених методиці викладання зарубіжної літератури в школі та вищих навчальних закладах: «Певец любви и личной свободы (Материалы к уроку по творчеству Катулла. 9 класс)» , «Активизация  познавательной деятельности учащихся посредством мемуарной литературы (На материале темы «Серебряный век» русской поэзии)».
У 2004 році, досліджуючи творчість Андрія Синявського, В. В. Гладишев пише статтю під назвою «Никогда меня раньше не занимал Шевченко...». У ній митець розглядає особистість Т.Г. Шевченка в контексті трагічної долі відомого  російського літературознавця.
Найвидатнішим виданням методиста стала монографія «Теорія i практика контекстного вивчення художніх творів у шкільному курсі зарубіжної літератури», яка була видана у Миколаєві 2006 року у видавництві «Іліон» .
З 90-х років Володимир Володимирович співпрацює з газетами «Вечерний Николаев», «Южная правда», «Дзеркало тижня», «Кіевскій телеграфЪ», «2000», де висвітлює питання літературної освіти, літературознавства і культурології.  Є членом редколегії у таких наукових часописів «Всесвітня література в сучасній школі», «Методичні діалогі», «Зарубіжна література в школах України», «Балтийский гуманитарный журнал», а також «Наукового вісника МНУ ім. В. О. Сухомлинського» 

## Літературна творчість і  Миколаївщина
Крім років служби в армії, все своє життя Володимир Володимирович Гладишев провів у місті Миколаєві.
Володимир Гладишев ще на початку 1980-х років відвідував обласну літературну студію «Джерела», яку очолював Дмитро Кремінь. Саме там, як наголошує митець, він навчився майстерності слова, отримав перші уроки літературної творчості. 
У 2013 році з’являється книга «Город «на стыке моря и лимана» и Мир», присвячена світлій пам’яті Володимира Миколайовича Бушуєва, який все своє життя трепетно ставився до Миколаєва . Володимир Володимирович розповідає читачам про миколаївців, історію міста і про людей, які стали частиною цієї історії; автор також розглядає коло актуальних проблем сучасної культури. У кожному рядку присутня думка про вагоме значення міста, кожна сторінка оспівана безмежною патріотичною любов’ю автора до південного краю. Адже вже на початку звучить заклик не покидати рідну сторону, шанувати культуру, вивчати краєзнавство.
Пізніше надруковано роман «Светильники надо беречь!», як розповідь про студентське життя і перипетії в ньому, відносини між викладачами та студентами тощо. Письменник порушує багато актуальних проблем, показує якими сильними можуть бути почуття кохання і дружби у юному віці.  Захоплюючий сюжет, неймовірні події, неочікувані вчинки героїв – все це привертає увагу юного читача, який  з нетерпінням чекає нових пригод улюблених героїв.

## Ознаки індивідуального стилю
Протягом наукової та літературної діяльності Гладишев Володимир Володимирович займається переважно вивченням світової літератури та методики її викладання в школі. П
Для стилю Володимира Володимировича як педагога та літературознавця характерні парадоксальність, висока методичність, креативність.

## Нагороди
Знак відмінника освіти України (2000),
Знак "За наукові досягнення" (2008)

## Наукові статті
- Об изучении  научно-фантастических призведений на факультативних  занятиях в старших классах средней школы (1991)
- Притчи Леонардо да Винчи  в сопоставлении с баснями И.А. Крылова  (1992)
- Отталкиваясь от жизненного факта... (1993)
- Он дал своему поколению голос... (1994)
- Виховання історічної пам’яти школярів у процесі вивчення художньої літератури (1995)
- Создавая эмоциональный настрой: Из «поэтической библиотеки» словесника (1996)
- Дела давно минувших дней, преданья старины глубокой (1999)
- О роли анализа подстрочного перевода для постижения идеи произведения (2000)
- «Футлярность» как внутреннее состояние героев рассказа «Человек в футляре» А.П. Чехова (2003)
- “Всё на свете – только песня на украинском языке...” (Размышления о судьбах патриотизма в контексте идеологии тоталитаризма) (2005)
- Мови мої рідні… (2007)
- Я стою, как перед вечною загадкою… (2009)
- Мудрость народной педагогики («Азбука» и «Новая азбука» Льва Толстого) (2012)
- Дмитро Кремінь: пересторога та передбачення (2015)

## Монографія
- Теорія i практика контекстного вивчення художніх творів у шкільному курсі зарубіжної літератури

## Твори
Роман:
- Светильники надо беречь! (2001)